# Duurzaamheidsklasse
De duurzaamheidsklasse is een classificatie die gebruikt wordt als aanduiding voor de resistentie van het kernhout van houtsoorten tegen ongunstige omstandigheden. Binnen de Europese Unie is deze classificatie onder andere in 2016 vastgelegd in Europese Norm EN-350:2016. De norm wordt gebruikt in de houthandel en -industrie. 
De duurzaamheidsklasse wordt bepaald door onbehandeld hout van verschillende houtsoorten onder vastgelegde testomstandigheden in contact te brengen met de grond en dan te registreren hoelang het duurt voor het hout aangetast wordt.

## Classificaties

### Schimmels
De bekendste duurzaamheidsklasse geeft de resistentie tegen schimmels weer. Er zijn vijf duurzaamheidsklassen (vroeger I tot V, tegenwoordig 1 tot 5): duurzaamheidsklasse 1 betekent dat het kernhout nog goed is na meer dan 25 jaar in contact met de grond te zijn geweest. 
| Duurzaamheidsklasse Kernhout | Beschrijving    | Tijdsduur         | Voorbeeld houtsoort                              |
| ---------------------------- | --------------- | ----------------- | ------------------------------------------------ |
| 1                            | zeer duurzaam   | 25 jaar of langer | pokhout, Demerara groenhart, okan, bilinga       |
| 2                            | duurzaam        | 15–25 jaar        | taxus, kastanje, basralocus (2v), azobé (2v)     |
| 3                            | matig duurzaam  | 10–15 jaar        | sapeli, notenhout (walnoot), eiken (2-4), garapa |
| 4                            | weinig duurzaam | 5–10 jaar         | appel, iepen, peren, vuren, lariks (3-4)         |
| 5                            | niet duurzaam   | 5 jaar of korter  | essen, esdoorn, linden, populieren, wilgen       |

Het meest duurzame hout dat in Nederland in enige afmeting groeit is robinia: klasse 1–2.

### Spinthout
Spinthout valt bij nagenoeg alle houtsoorten in duurzaamheidsklasse 5 - "niet duurzaam". Zo ook het spinthout bij veelgebruikte houtsoorten in Nederland als Grenen, Lariks en Douglas. (Zie: NEN-EN-350:2016 paragraaf 5.2 "General principles for the classification of durability")

### Kevers
Duurzaamheidsklassen voor bestendigheid tegen kevers (huisboktor, gewone houtwormkever, bruine spinthoutkever en Trichoferus holosericeus, syn. Hesperophanes cinereus): 
| Duurzaamheidsklasse | Beschrijving                           |
| ------------------- | -------------------------------------- |
| D                   | duurzaam (durable)                     |
| S                   | gevoelig voor aantasting (susceptible) |

### Termieten en houtaantastende zeedieren
Duurzaamheidsklassen voor bestendigheid tegen termieten en marineboorders:
| Duurzaamheidsklasse | Beschrijving                           |
| ------------------- | -------------------------------------- |
| D                   | duurzaam (durable)                     |
| M                   | matig duurzaam (moderately durable)    |
| S                   | gevoelig voor aantasting (susceptible) |

## Verduurzaming
Resistentie tegen afbraak kan ook bereikt worden door verduurzaming, bijvoorbeeld door thermische of chemische modificatie van hout.

### Impregneerbaarheid
Vooral vroeger gebeurde verduurzaming ook door toxische stoffen in het hout te impregneren. Dit betekent wel dat dit hout onder chemisch afval valt. Niet iedere houtsoort leent hier echter voor. In de onderstaande klassen is aangeven hoe gemakkelijk het hout te impregneren is voor houtverduurzaming:
| Duurzaamheidsklasse | Beschrijving                 |
| ------------------- | ---------------------------- |
| 1                   | goed impregneerbaar          |
| 2                   | matig impregneerbaar         |
| 3                   | moeilijk impregneerbaar      |
| 4                   | zeer moeilijk impregneerbaar |